# Список найсильніших шахових турнірів (1901–1949)
У цьому списку представлені найсильніші шахові турніри від 1901 до 1949 року.
| Рік       | Місце                                               | Переможець                                                                                       | 2-е місце                                                        | 3-є місце |
| --------- | --------------------------------------------------- | ------------------------------------------------------------------------------------------------ | ---------------------------------------------------------------- | --- |
| 1901      | Монте-Карло                                         | Давид Яновський (Франція)                                                                        | Карл Шлехтер (Австро-Угорщина)                                   | Теодор фон Шеве (Німеччина), Михайло Чигорін (Росія)                                                         |
| 1902      | Монте-Карло                                         | Ґеза Мароці (Австро-Угорщина)                                                                    | Гаррі Нельсон Пільсбері (США)                                    | Давид Яновський (Франція)                                                                                    |
|           | Ганновер                                            | Давид Яновський (Франція)                                                                        | Гаррі Нельсон Пільсбері (США), Генрі Ернест Аткінс (Англія)      | |
| 1903      | Монте-Карло                                         | Зіґберт Тарраш (Німеччина)                                                                       | Ґеза Мароці (Австро-Угорщина)                                    | Гаррі Нельсон Пільсбері (США)                                                                                |
|           | Відень                                              | Михайло Чигорін (Росія)                                                                          | Френк Маршалл (США)                                              | Ґеорґ Марко (Австро-Угорщина)                                                                                |
| 1904      | Кембридж Спрінгс                                    | Френк Маршалл (США)                                                                              | Давид Яновський (Франція), Емануїл Ласкер (Німеччина)            | |
|           | Монте-Карло                                         | Ґеза Мароці (Австро-Угорщина)                                                                    | Карл Шлехтер (Австро-Угорщина)                                   | Френк Маршалл (США)                                                                                          |
|           | Кобург                                              | Курт фон Барделебен (Німеччина), Карл Шлехтер (Австро-Угорщина), Рудольф Свідерський (Німеччина) |                                                                  | |
| 1905      | Остенде                                             | Ґеза Мароці (Австро-Угорщина)                                                                    | Яновський Давид Маркелович (Франція), Зіґберт Тарраш (Німеччина) | |
|           | Бармени                                             | Яновський Давид Маркелович (Франція), Ґеза Мароці (Австро-Угорщина)                              |                                                                  | Френк Маршалл (США)                                                                                          |
| 1906      | Остенде                                             | Карл Шлехтер (Австро-Угорщина)                                                                   | Ґеза Мароці (Австро-Угорщина)                                    | Акіба Рубінштейн (Польща)                                                                                    |
|           | Нюрнберг                                            | Френк Маршалл (США)                                                                              | Олдржих Дурас (Австро-Угорщина)                                  | Лео Форґач (Австро-Угорщина), Карл Шлехтер (Австро-Угорщина)                                                 |
|           | Стокгольм                                           | Йосип Бернштейн (Росія), Карл Шлехтер (Австро-Угорщина)                                          |                                                                  | Жак Мізес (Німеччина)                                                                                        |
| 1907      | Карлсбад*                                           | Акіба Рубінштейн (Польща)                                                                        | Ґеза Мароці (Австро-Угорщина)                                    | Пауль Саладін Леонгардт (Німеччина)                                                                          |
|           | Остенде A                                           | Зіґберт Тарраш (Німеччина)                                                                       | Карл Шлехтер (Австро-Угорщина)                                   | Френк Маршалл (США), Давид Яновський (Франція)                                                               |
|           | Остенде B                                           | Йосип Бернштейн (Росія), Акіба Рубінштейн (Польща)                                               |                                                                  | Жак Мізес (Німеччина), Арон Німцович (Латвія)                                                                |
|           | Копенгаген                                          | Пауль Саладін Леонгардт (Німеччина)                                                              | Ґеза Мароці (Австро-Угорщина), Карл Шлехтер (Австро-Угорщина)    | |
|           | Відень                                              | Жак Мізес (Німеччина)                                                                            | Олдржих Дурас (Австро-Угорщина)                                  | Ксавери Тартаковер (Австро-Угорщина), Мілан Відмар (Австро-Угорщина), Ґеза Мароці (Австро-Угорщина)          |
| 1908      | Відень                                              | Олдржих Дурас (Австро-Угорщина), Ґеза Мароці (Австро-Угорщина), Карл Шлехтер (Австро-Угорщина)   |                                                                  | |
|           | Прага                                               | Олдржих Дурас (Австро-Угорщина), Карл Шлехтер (Австро-Угорщина)                                  |                                                                  | Акіба Рубінштейн (Польща)                                                                                    |
|           | Дюссельдорф                                         | Френк Маршалл (США)                                                                              | Георг Салвей Бірманський (Польща)                                | Рудольф Шпільман (Австро-Угорщина)                                                                           |
| 1909      | Санкт-Петербург                                     | Емануїл Ласкер (Німеччина), Акиба Рубінштейн (Польща)                                            |                                                                  | Олдржих Дурас (Австро-Угорщина), Рудольф Шпільман (Австро-Угорщина)                                          |
|           | Гетеборг                                            | Мілан Відмар (Австро-Угорщина)                                                                   | Пауль Саладін Леонгардт (Німеччина)                              | Олдржих Дурас (Австро-Угорщина)                                                                              |
|           | Стокгольм                                           | Рудольф Шпільман (Австро-Угорщина)                                                               | Пауль Саладін Леонгардт (Німеччина)                              | Еріх Кон (Німеччина)                                                                                         |
| 1910      | Гамбург                                             | Карл Шлехтер (Австро-Угорщина)                                                                   | Олдржих Дурас (Австро-Угорщина)                                  | Арон Німцович (Латвія)                                                                                       |
| 1911      | Сан-Себастьян                                       | Хосе Рауль Капабланка (Куба)                                                                     | Акіба Рубінштейн (Польща), Мілан Відмар (Австро-Угорщина)        | |
|           | Карлсбад*                                           | Ріхард Тайхманн (Німеччина)                                                                      | Карл Шлехтер (Австро-Угорщина), Акіба Рубінштейн (Польща)        | |
| 1912      | Сан-Себастьян                                       | Акіба Рубінштейн (Польща)                                                                        | Арон Німцович (Латвія), Рудольф Шпільман (Австро-Угорщина)       | |
|           | Вроцлав                                             | Олдржих Дурас (Австро-Угорщина), Акіба Рубінштейн (Польща)                                       |                                                                  | Ріхард Тайхманн (Німеччина)                                                                                  |
|           | П'єштяни                                            | Акіба Рубінштейн (Польща)                                                                        | Рудольф Шпільман (Австро-Угорщина)                               | Френк Маршалл (США)                                                                                          |
|           | Вільнюс                                             | Акіба Рубінштейн (Польща)                                                                        | Йосип Бернштейн (Росія)                                          | Степан Левицький (Росія)                                                                                     |
|           | Стокгольм                                           | Олександр Алехін (Росія)                                                                         | Еріх Кон (Німеччина)                                             | Ґеорґ Марко (Австро-Угорщина)                                                                                |
| 1913      | Гавана                                              | Френк Маршалл (США)                                                                              | Хосе Рауль Капабланка (Куба)                                     | Давид Яновський (Франція)                                                                                    |
|           | Нью-Йорк                                            | Хосе Рауль Капабланка (Куба)                                                                     | Френк Маршалл (США)                                              | Чарльз Яффе (США)                                                                                            |
| 1913/1914 | Санкт-Петербург                                     | Олександр Алехін (Росія), Арон Німцович (Латвія)                                                 |                                                                  | Олександр Фламберг (Польща)                                                                                  |
| 1914      | Санкт-Петербург                                     | Емануїл Ласкер (Німеччина)                                                                       | Хосе Рауль Капабланка (Куба)                                     | Олександр Алехін (Росія)                                                                                     |
|           | Мангайм                                             | Олександр Алехін (Росія)                                                                         | Мілан Відмар (Австро-Угорщина)                                   | Рудольф Шпільман (Австро-Угорщина)                                                                           |
|           | Баден-Баден                                         | Олександр Фламберг (Польща)                                                                      | Юхим Боголюбов (Росія)                                           | Ілля Рабінович (Росія)                                                                                       |
| 1914/1915 | Тріберг                                             | Юхим Боголюбов (Росія)                                                                           | Ілля Рабінович (Росія)                                           | Петро Романовський (Росія)                                                                                   |
| 1915      | Нью-Йорк                                            | Хосе Рауль Капабланка (Куба)                                                                     | Френк Маршалл (США)                                              | Оскар Хаєс (США), Авраам Купчик (США)                                                                        |
| 1916      | Нью-Йорк                                            | Хосе Рауль Капабланка (Куба)                                                                     | Давид Яновський (Франція),                                       | Оскар Хаєс (США)                                                                                             |
| 1917/1918 | Відень                                              | Мілан Відмар (Австро-Угорщина)                                                                   | Ксавери Тартаковер (Австро-Угорщина)                             | Карл Шлехтер (Австро-Угорщина)                                                                               |
| 1918      | Берлін                                              | Мілан Відмар (Австро-Угорщина/Словенія)                                                          | Карл Шлехтер (Австро-Угорщина)                                   | Жак Мізес (Німеччина)                                                                                        |
|           | Кошиці                                              | Ріхард Реті (Австро-Угорщина/Чехословаччина)                                                     | Мілан Відмар (Австро-Угорщина/Словенія)                          | Бреєр Дьюла (Австро-Угорщина/Угорщина), Карл Шлехтер (Австро-Угорщина/Австрія)                               |
|           | Берлін                                              | Емануїл Ласкер (Німеччина)                                                                       | Акіба Рубінштейн (Польща)                                        | Карл Шлехтер (Австро-Угорщина)                                                                               |
|           | Нью-Йорк                                            | Хосе Рауль Капабланка (Куба)                                                                     | Борис Костіч (Австро-Угорщина/Сербія)                            | Френк Маршалл (США)                                                                                          |
| 1919      | Гастінгс                                            | Хосе Рауль Капабланка (Куба)                                                                     | Борис Костіч (Сербія)                                            | Джордж Алан Томас (Англія), Фредерік Єйтс (Англія)                                                           |
|           | Стокгольм                                           | Рудольф Шпільман (Австрія)                                                                       | Акіба Рубінштейн (Польща)                                        | Юхим Боголюбов (Україна)                                                                                     |
| 1920      | Гетеборг                                            | Ріхард Реті (Чехословаччина)                                                                     | Акіба Рубінштейн (Польща)                                        | Юхим Боголюбов (Росія)                                                                                       |
|           | Берлін                                              | Бреєр Дьюла (Угорщина)                                                                           | Боголюбов Юхим Дмитрович (Україна), Ксавери Тартаковер (Польща)  | |
| 1921      | Будапешт                                            | Алехін Олександр Олександрович (Франція)                                                         | Ернст Ґрюнфельд (Австрія)                                        | Борис Костіч (Югославія), Ксавери Тартаковер (Польща)                                                        |
|           | Гаага                                               | Олександр Алехін (Франція)                                                                       | Ксавери Тартаковер (Польща)                                      | Акіба Рубінштейн (Польща)                                                                                    |
| 1922      | П'єштяни                                            | Юхим Боголюбов (Україна)                                                                         | Олександр Алехін (Франція), Рудольф Шпільман (Австрія)           | |
|           | Лондон                                              | Хосе Рауль Капабланка (Куба)                                                                     | Олександр Алехін (Франція)                                       | Мілан Відмар (Югославія)                                                                                     |
|           | Гастінгс                                            | Олександр Алехін (Франція)                                                                       | Акіба Рубінштейн (Польща)                                        | Джордж Алан Томас (Англія), Юхим Боголюбов (Україна)                                                         |
|           | Тепліц-Шенау (докладніше)                           | Ріхард Реті (Чехословаччина), Рудольф Шпільман (Австрія)                                         |                                                                  | Ернст Ґрюнфельд (Австрія), Ксавери Тартаковер (Польща)                                                       |
|           | Відень                                              | Акіба Рубінштейн (Польща)                                                                        | Ксавери Тартаковер (Польща)                                      | Генріх Вольф (Чехословаччина)                                                                                |
| 1923      | Карлсбад*                                           | Олександр Алехін (Франція), Юхим Боголюбов (Україна), Ґеза Мароці (Угорщина)                     |                                                                  | |
|           | Моравська-Острава                                   | Емануїл Ласкер (Німеччина)                                                                       | Ріхард Реті (Чехословаччина)                                     | Ернст Ґрюнфельд (Австрія)                                                                                    |
| 1924      | Нью-Йорк                                            | Емануїл Ласкер (Німеччина)                                                                       | Хосе Рауль Капабланка (Куба)                                     | Олександр Алехін (Франція)                                                                                   |
|           | Мерано                                              | Ернст Ґрюнфельд (Австрія)                                                                        | Рудольф Шпільман (Австрія)                                       | Акіба Рубінштейн (Польща), Давид Пшепюрка (Польща), Олексій Селезньов (Росія/Франція)                        |
| 1925      | Баден-Баден                                         | Олександр Алехін (Франція)                                                                       | Акіба Рубінштейн (Польща)                                        | Фрідріх Земіш (Німеччина)                                                                                    |
|           | Вроцлав                                             | Юхим Боголюбов (Україна)                                                                         | Арон Німцович (Данія)                                            | Акіба Рубінштейн (Польща), Генріх Вагнер (Німеччина)                                                         |
|           | Марієнбад                                           | Акіба Рубінштейн (Польща), Арон Німцович (Данія)                                                 |                                                                  | Френк Маршалл (США), Карлос Торре (Мексика)                                                                  |
|           | Москва                                              | Юхим Боголюбов (Україна)                                                                         | Емануїл Ласкер (Німеччина)                                       | Хосе Рауль Капабланка (Куба)                                                                                 |
| 1926      | Дрезден                                             | Арон Німцович (Данія)                                                                            | Олександр Алехін (Франція)                                       | Акіба Рубінштейн (Польща)                                                                                    |
|           | Земмеринг                                           | Рудольф Шпільман (Австрія)                                                                       | Олександр Алехін (Франція)                                       | Мілан Відмар (Югославія)                                                                                     |
| 1927      | Нью-Йорк                                            | Хосе Рауль Капабланка (Куба)                                                                     | Олександр Алехін (Франція)                                       | Арон Німцович (Данія)                                                                                        |
|           | Кечкемет                                            | Олександр Алехін (Франція)                                                                       | Арон Німцович (Данія), Лайош Штейнер (Угорщина)                  | |
|           | Лондон                                              | Арон Німцович (Данія), Ксавери Тартаковер (Польща)                                               |                                                                  | Френк Маршалл (США)                                                                                          |
| 1928      | Бад-Кіссінген                                       | Боголюбов Юхим Дмитрович (Німеччина)                                                             | Хосе Рауль Капабланка (Куба)                                     | Макс Ейве (Нідерланди), Акіба Рубінштейн (Польща)                                                            |
|           | Берлін                                              | Хосе Рауль Капабланка (Куба)                                                                     | Арон Німцович (Данія), Рудольф Шпільман (Австрія)                | |
| 1929      | Будапешт                                            | Хосе Рауль Капабланка (Куба)                                                                     | Акіба Рубінштейн (Польща)                                        | Ксавери Тартаковер (Польща)                                                                                  |
|           | Карлсбад*                                           | Німцович Арон Ісайович (Данія)                                                                   | Хосе Рауль Капабланка (Куба), Рудольф Шпільман (Австрія)         | |
|           | Рогашка Слатина                                     | Акіба Рубінштейн (Польща)                                                                        | Сало Флор (Чехословаччина)                                       | Ґеза Мароці (Угорщина), Вася Пірц (Югославія), Шандор Такач (Угорщина)                                       |
| 1929/1930 | Гастінгс                                            | Хосе Рауль Капабланка (Куба)                                                                     | Мілан Відмар (Югославія)                                         | Фредерік Єйтс (Англія)                                                                                       |
| 1930      | Сан-Ремо                                            | Олександр Алехін (Франція)                                                                       | Арон Німцович (Данія)                                            | Акіба Рубінштейн (Польща)                                                                                    |
| 1930/1931 | Гастінгс                                            | Макс Ейве (Нідерланди)                                                                           | Хосе Рауль Капабланка (Куба)                                     | Мір Султан-Хан (Англія)                                                                                      |
| 1931      | Блед                                                | Олександр Алехін (Франція)                                                                       | Юхим Боголюбов (Німеччина)                                       | Арон Німцович (Данія)                                                                                        |
|           | Роттердам                                           | Сало Ландау (Нідерланди)                                                                         | Едґар Колле (Бельгія)                                            | Ксавери Тартаковер (Польща)                                                                                  |
| 1931/1932 | Гастінгс                                            | Сало Флор (Чехословаччина)                                                                       | Айзек Кешден (США)                                               | Макс Ейве (Нідерланди)                                                                                       |
| 1932      | Sliač                                               | Сало Флор (Чехословаччина), Мілан Відмар (Югославія)                                             |                                                                  | Вася Пірц (Югославія)                                                                                        |
|           | Лондон                                              | Алехін Олександр Олександрович (Франція)                                                         | Сало Флор (Чехословаччина)                                       | Айзек Кешден (США), Мір Султан-Хан (Англія)                                                                  |
|           | Берн                                                | Олександр Алехін (Франція)                                                                       | Макс Ейве (Нідерланди), Сало Флор (Чехословаччина)               | |
|           | Пасадена                                            | Олександр Алехін (Франція)                                                                       | Айзек Кешден (США)                                               | Артур Дейк (США), Самуель Решевський (США)                                                                   |
| 1932/1933 | Гастінгс                                            | Сало Флор (Чехословаччина)                                                                       | Вася Пірц (Югославія)                                            | Лайош Штейнер (Угорщина), Мір Султан-Хан (Англія)                                                            |
| 1933/1934 | Гастінгс                                            | Сало Флор (Чехословаччина)                                                                       | Олександр Алехін (Франція)                                       | Лілієнталь Андор (Угорщина)                                                                                  |
| 1934      | Будапешт                                            | Лілієнталь Андор (Угорщина)                                                                      | Вася Пірц (Югославія)                                            | Сало Флор (Чехословаччина), Пауліно Фрідман (Польща)                                                         |
|           | Ленінград                                           | Михайло Ботвинник (СРСР)                                                                         | Петро Романовський (СРСР), Микола Рюмін (СРСР)                   | |
|           | Цюрих                                               | Олександр Алехін (Франція)                                                                       | Макс Ейве (Нідерланди), Сало Флор (Чехословаччина)               | |
| 1934/1935 | Гастінгс                                            | Макс Ейве (Нідерланди), Сало Флор (Чехословаччина), Джордж Алан Томас (Англія)                   |                                                                  | |
| 1935      | Маргіт                                              | Самуель Решевський (США)                                                                         | Хосе Рауль Капабланка (Куба)                                     | Джордж Алан Томас (Англія)                                                                                   |
|           | Москва                                              | Михайло Ботвинник (СРСР), Сало Флор (Чехословаччина)                                             |                                                                  | Емануїл Ласкер (Німеччина)                                                                                   |
| 1935/1936 | Гастінгс                                            | Рубен Файн (США)                                                                                 | Сало Флор (Чехословаччина)                                       | Ксавери Тартаковер (Польща)                                                                                  |
| 1936      | Маргате                                             | Сало Флор (Чехословаччина)                                                                       | Хосе Рауль Капабланка (Куба)                                     | Ґідеон Штальберґ (Швеція)                                                                                    |
|           | Москва                                              | Хосе Рауль Капабланка (Куба)                                                                     | Михайло Ботвинник (СРСР)                                         | Сало Флор (Чехословаччина)                                                                                   |
|           | Bad Nauheim                                         | Алехін Олександр Олександрович (Франція), Пауль Керес (Естонія)                                  |                                                                  | Карл Ауес (Німеччина)                                                                                        |
|           | Ноттінгем                                           | Михайло Ботвинник (СРСР), Хосе Рауль Капабланка (Куба)                                           |                                                                  | Макс Ейве (Нідерланди), Рубен Файн (США)                                                                     |
|           | Зандвоорт                                           | Рубен Файн (США)                                                                                 | Макс Ейве (Нідерланди)                                           | Пауль Керес (Естонія), Ксавери Тартаковер (Польща)                                                           |
|           | Амстердам                                           | Рубен Файн (США), Макс Ейве (Нідерланди)                                                         |                                                                  | Олександр Алехін (Франція)                                                                                   |
|           | Подєбради                                           | Сало Флор (Чехословаччина)                                                                       | Олександр Алехін (Франція)                                       | Ян Фолтис (Чехословаччина)                                                                                   |
| 1936/1937 | Гастінгс                                            | Олександр Алехін (Франція)                                                                       | Рубен Файн (США)                                                 | Еріх Еліскасес (Австрія)                                                                                     |
| 1937      | Маргіт                                              | Рубен Файн (США), Пауль Керес (Естонія)                                                          |                                                                  | Олександр Алехін (Франція)                                                                                   |
|           | Кемері                                              | Самуель Решевський (США), Володимир Петров (Латвія), Сало Флор (Чехословаччина)                  |                                                                  | |
|           | Bad Nauheim/Штутгарт/Гарміш                         | Макс Ейве (Нідерланди)                                                                           | Юхим Боголюбов (Німеччина), Олександр Алехін (Франція)           | |
|           | Земмеринг/Баден                                     | Пауль Керес (Естонія)                                                                            | Рубен Файн (США)                                                 | Хосе Рауль Капабланка (Куба)                                                                                 |
| 1937/1938 | Гастінгс                                            | Самуель Решевський (США)                                                                         | Пауль Керес (Естонія), Конел Г'ю О'Донел Александер (Ірландія)   | |
| 1938      | Нордвік                                             | Еріх Еліскасес (Третій Рейх)                                                                     | Пауль Керес (Естонія)                                            | Вася Пірц (Югославія)                                                                                        |
|           | Нідерланди (АВРО-турнір 1938)                       | Пауль Керес (Естонія), Рубен Файн (США)                                                          |                                                                  | Михайло Ботвинник (СРСР)                                                                                     |
|           | Маргіт                                              | Олександр Алехін (Франція)                                                                       | Рудольф Шпільман (Австрія)                                       | Володимир Петров (Латвія)                                                                                    |
|           | Люблін                                              | Вася Пірц (Югославія)                                                                            | Ксавери Тартаковер (Польща)                                      | Володимир Петров (Латвія), Еріх Еліскасес (Третій Рейх), Ґідеон Штальберґ (Швеція)                           |
| 1938/1939 | Гастінгс                                            | Ласло Сабо (Угорщина)                                                                            | Макс Ейве (Нідерланди)                                           | Сало Ландау (Нідерланди), Вася Пірц (Югославія)                                                              |
| 1939      | Ленінград/Москва                                    | Сало Флор (Чехословаччина)                                                                       | Самуель Решевський (США)                                         | Лілієнталь Андор (Угорщина), Володимир Макогонов (СРСР), Григорій Левенфіш (СРСР), В'ячеслав Рагозін (СРСР)  |
|           | Маргіт                                              | Пауль Керес (Естонія)                                                                            | Хосе Рауль Капабланка (Куба), Сало Флор (Чехословаччина/СРСР)    | |
|           | Кемері/Рига                                         | Сало Флор (Чехословаччина/СРСР)                                                                  | Ґідеон Штальберґ (Швеція), Ласло Сабо (Угорщина)                 | |
|           | Штутгарт (докладніше)                               | Юхим Боголюбов (Німеччина)                                                                       | Курт Ріхтер (Німеччина)                                          | Еріх Еліскасес (Німеччина), Людвіґ Енґельс (Німеччина), Георг Кенінгер (Німеччина), Мілан Відмар (Югославія) |
|           | Буенос-Айрес                                        | Мечислав Найдорф (Польща), Пауль Керес (Естонія)                                                 |                                                                  | Ґідеон Штальберґ (Швеція), Моше Черняк (Палестина)                                                           |
|           | Росаріо                                             | Володимир Петров (Латвія)                                                                        | Еріх Еліскасес (Третій Рейх)                                     | Владас Мікенас (Литва)                                                                                       |
| 1940      | Нью-Йорк                                            | Самуель Решевський (США)                                                                         | Рубен Файн (США)                                                 | Айзек Кешден (США)                                                                                           |
|           | Москва                                              | Лілієнталь Андор (СРСР), Ігор Бондаревський (СРСР)                                               |                                                                  | Василь Смислов (СРСР)                                                                                        |
|           | Будапешт                                            | Макс Ейве (Нідерланди)                                                                           | Мілан Відмар (Югославія)                                         | Гедеон Барца (Угорщина)                                                                                      |
|           | Краків/Криниця/Варшава                              | Юхим Боголюбов (Німеччина), Антон Колер (Німеччина)                                              |                                                                  | Курт Ріхтер (Німеччина)                                                                                      |
| 1941      | Москва/Ленінград                                    | Михайло Ботвинник (СРСР)                                                                         | Пауль Керес (СРСР)                                               | Василь Смислов (СРСР)                                                                                        |
|           | Мар-дель-Плата                                      | Ґідеон Штальберґ (Швеція)                                                                        | Мігель Найдорф (Польща/Аргентина)                                | Еріх Еліскасес (Третій Рейх/Аргентина)                                                                       |
|           | Буенос-Айрес                                        | Ґідеон Штальберґ (Швеція), Мігель Найдорф (Польща/Аргентина)                                     |                                                                  | Пауліно Фрідман (Польща/Аргентина)                                                                           |
|           | Сан Пауло                                           | Еріх Еліскасес (Третій Рейх/Аргентина), Карлос Гімар (Аргентина)                                 |                                                                  | Людвіґ Енґельс (Німеччина/Бразилія), Пауліно Фрідман (Польща/Аргентина)                                      |
|           | Мюнхен                                              | Геста Штольц (Швеція)                                                                            | Олександр Алехін (Франція), Ерік Лундін (Швеція)                 | |
|           | Краків/Варшава                                      | Олександр Алехін (Франція), Пауль Фелікс Шмідт (Німеччина)                                       |                                                                  | Юхим Боголюбов (Німеччина)                                                                                   |
| 1942      | Мар-дель-Плата                                      | Мігель Найдорф (Польща/Аргентина)                                                                | Ґідеон Штальберґ (Швеція), Герман Пильник (Аргентина)            | |
|           | Зальцбург                                           | Олександр Алехін (Франція)                                                                       | Пауль Керес (Естонія)                                            | Клаус Юнге (Німеччина), Пауль Фелікс Шмідт (Німеччина)                                                       |
|           | Мюнхен (ALS «Europameisterschaft» beworben)         | Олександр Алехін (Франція)                                                                       | Пауль Керес (Естонія)                                            | Ян Фолтис (Чехословаччина), Юхим Боголюбов (Німеччина)                                                       |
|           | Варшава/Люблін/Краків                               | Олександр Алехін (Франція)                                                                       | Клаус Юнге (Німеччина)                                           | Юхим Боголюбов (Німеччина)                                                                                   |
|           | Прага                                               | Олександр Алехін (Франція), Клаус Юнге (Німеччина)                                               |                                                                  | Ян Фолтис (Чехословаччина)                                                                                   |
| 1943      | Мар-дель-Плата                                      | Мігель Найдорф (Польща/Аргентина)                                                                | Ґідеон Штальберґ (Швеція)                                        | Пауль Мішель (Німеччина/Аргентина)                                                                           |
|           | Прага                                               | Олександр Алехін (Франція)                                                                       | Пауль Керес (Естонія)                                            | Мирослав Катетов (Чехословаччина)                                                                            |
|           | Зальцбург                                           | Пауль Керес (Естонія), Алехін Олександр Олександрович (Франція)                                  |                                                                  | Пауль Фелікс Шмідт (Німеччина)                                                                               |
| 1944      | Москва                                              | Михайло Ботвинник (СРСР)                                                                         | Василь Смислов (СРСР)                                            | Ісаак Болеславський (СРСР)                                                                                   |
|           | Нью-Йорк                                            | Арнольд Денкер (США)                                                                             | Рубен Файн (США)                                                 | Герман Штайнер (США), Самуель Решевський (США)                                                               |
|           | Мар-дель-Плата                                      | Герман Пильник (Аргентина), Мігель Найдорф (Польща/Аргентина)                                    |                                                                  | Пауль Мішель (Німеччина/Аргентина), Карлос Гімар (Аргентина)                                                 |
|           | La Plata                                            | Мігель Найдорф (Польща/Аргентина)                                                                | Ґідеон Штальберґ (Швеція)                                        | Хуліо Болбочан (Аргентина)                                                                                   |
| 1945      | Голлівуд                                            | Самуель Решевський (США)                                                                         | Рубен Файн (США)                                                 | Герман Пильник (Аргентина)                                                                                   |
| 1945/1946 | Гастінгс                                            | Ксавери Тартаковер (Польща/Франція)                                                              | Фольке Екстрем (Швеція)                                          | Макс Ейве (Нідерланди), Герман Штайнер (США), Арнольд Денкер (США)                                           |
| 1946      | Гронінген                                           | Михайло Ботвинник (СРСР)                                                                         | Макс Ейве (Нідерланди)                                           | Василь Смислов (СРСР)                                                                                        |
| 1947      | Москва                                              | Михайло Ботвинник (СРСР)                                                                         | В'ячеслав Рагозін (СРСР)                                         | Ісаак Болеславський (СРСР), Василь Смислов (СРСР)                                                            |
| 1948      | Гаага/Москва (матч-турнір за титул чемпіонат світу) | Михайло Ботвинник (СРСР)                                                                         | Василь Смислов (СРСР)                                            | Пауль Керес (СРСР), Самуель Решевський (США)                                                                 |
|           | Saltsjöbaden (міжзональний)                         | Давид Бронштейн (СРСР)                                                                           | Ласло Сабо (Угорщина)                                            | Ісаак Болеславський (СРСР)                                                                                   |
|           | Нью-Йорк                                            | Рубен Файн (США)                                                                                 | Мігель Найдорф (Аргентина)                                       | Макс Ейве (Нідерланди), Герман Пильник (Аргентина)                                                           |
| 1949      | Гайдельберг                                         | Вольфганг Унцікер (Німеччина)                                                                    | Ніколас Россолімо (Франція)                                      | Пауль Фелікс Шмідт (Німеччина), Георг Кенінгер (Німеччина), Альберик О'Келлі (Бельгія)                       |